# Banari
Bànari (topónimos oficial en lengua sarda) es un municipio de Italia de 677 habitantes en la provincia de Sácer, región de Cerdeña.

## Evolución demográfica
| Gráfica de evolución demográfica de Banari entre 1861 y 2001 |
|                                                              |
| Fuente ISTAT - elaboración gráfica de Wikipedia              |